# Ivan Tsarévitch et le Loup gris
Série
Ivan Tsarévitch et le Loup gris 2 (ru)
(2013)
Pour plus de détails, voir Fiche technique et Distribution.
Ivan Tsarévitch et le Loup gris (russe : Иван Царевич и Серый Волк) est un film d'animation russe réalisé par Vladimir Toroptchine et sorti en 2011. 

## Synopsis
La jeune princesse Vassilissa, originaire d'un royaume lointain, est trop enthousiaste quant à son éducation et rêve de se marier uniquement par amour. Son père, un vieux roi qui n'est pas étranger aux intrigues, renonce à convaincre sa fille de se « ranger ». Pendant ce temps, son ministre, rusé et adroit, mais peu intelligent, sous l'influence d'un esprit maléfique, décide de voler la fameuse clef royale dans la réserve secrète. Selon cet esprit, le meilleur moyen de réaliser ce plan est d'épouser Vassilissa. Cependant, avant que le ministre ne parvienne à convaincre le roi de ce qu'il veut, ce dernier annonce à sa fille qu'elle doit épouser le premier homme qu'elle rencontrera. Et cet homme s'avère être un certain Ivan, originaire du royaume voisin - un homme simple, travailleur et bon vivant, qui rêve de devenir pompier. Par hasard, les « mariés involontaires » tombent amoureux l'un de l'autre. Mais pour défendre leur droit au bonheur, ils doivent endurer de nombreuses épreuves.

## Fiche technique
- Titre français : Ivan Tsarévitch et le Loup gris[1],[2]
- Titre original russe : Иван Царевич и Серый Волк, Ivan Tsarevitch i Sery Volk[3]
- Réalisation : Vladimir Toroptchine
- Scénario : Alexandre Boïarski (ru)
- Montage : Sergueï Glezine
- Musique : Valentin Vasenkov, Igor Rasteriaïev
- Sociétés de production : Melnitsa
- Pays de production :  Russie
- Langue originale : russe
- Format : couleurs
- Genre : film d'animation
- Durée : 80 minutes
- Dates de sortie : 
  - Russie : 29 décembre 2011

## Distribution
- Nikita Iefremov (ru) : Ivan Tsarévitch
- Arthur Smolianinov : le Loup gris
- Tatiana Bounina : Vassilissa-la-très-belle
- Mikhaïl Boïarski : le chat savant
- Ivan Okhlobystine : le roi
- Viktor Soukhoroukov : le premier ministre
- Alexandre Boïarski (ru) : esprit maléfique

## Suites
- 2013 : Ivan Tsarévitch et le Loup gris 2 (ru)
- 2015 : Ivan Tsarévitch et le Loup gris 3 (ru)
- 2019 : Ivan Tsarévitch et le Loup gris 4